# Estoril Open 2012
Die Estoril Open 2012 sind der Name eines Tennisturniers der WTA Tour 2012 für Damen sowie eines Tennisturniers der ATP World Tour 2012 für Herren, welche zeitgleich vom 30. April bis zum 6. Mai 2012 in Oeiras stattfanden.